# Copa del Generalísimo de fútbol 1975-76
La Copa del Generalísimo de fútbol 1975-76 fue la edición número 72 de dicha competición española. Contó con la participación de 112 equipos. Por primera vez en casi 40 años no la pudo entregar el Generalísimo por haber fallecido durante la disputa del torneo; en su lugar lo hizo su sucesor Juan Carlos de Borbón.

## Primera ronda

### Cuadro
| Equipo 1                   | Agr.       | Equipo 2                          | Ida | Vuelta |
| -------------------------- | ---------- | --------------------------------- | --- | ------ |
| Albacete Balompié          | 3-3 (pen.) | C. D. Pegaso                      | 3-1 | 0-2    |
| Club Siero                 | 1-3        | C. D. Málaga                      | 1-0 | 0-3    |
| C. D. Constancia           | 1-3        | Real Murcia C. F.                 | 1-0 | 0-3    |
| Club Lemos                 | 0-6        | A. D. Rayo Vallecano              | 0-1 | 0-5    |
| Castilla C. F.             | 4-6        | A. D. Almería                     | 2-2 | 2-4    |
| Zamora C. F.               | 1-5        | Bilbao Athletic C.                | 1-2 | 0-3    |
| C. D. Mestalla             | 3-2        | C. D. Salmantino                  | 2-0 | 1-2    |
| C. D. San Fernando         | 2-4        | Real Jaén C. F.                   | 2-1 | 0-3    |
| C. Atlético Madrileño      | 6-2        | C. D. Diter Zafra                 | 5-0 | 1-2    |
| Real Valladolid Deportivo  | 5-1        | Gerona C. F.                      | 3-0 | 2-1    |
| Tarrasa C. F.              | 0-1        | C. D. Laredo                      | 0-0 | 0-1    |
| R. C. D. Mallorca          | 1-4        | Cádiz C. F.                       | 1-1 | 0-3    |
| C. D. Tudelano             | 4-3        | S. D. C. Michelín                 | 3-1 | 1-2    |
| Racing C. de Ferrol        | 1-0        | C. D. Colonia Moscardó            | 0-0 | 1-0    |
| C. Gimnástico de Tarragona | 4-3        | S. D. Huesca                      | 3-1 | 1-2    |
| C. D. Turón                | 6-7        | C. D. Masnou                      | 5-2 | 1-5    |
| Burgos C. F.               | 5-3        | Real Unión Club                   | 4-2 | 1-1    |
| Deportivo Alavés           | 4-1        | C. D. Badajoz                     | 3-0 | 1-1    |
| Cultural D. Leonesa        | 3-2        | C. D. Castellón                   | 2-0 | 1-2    |
| C. F. Gandía               | 2-4        | Linares C. F.                     | 1-3 | 1-1    |
| C. D. Mirandés             | 5-4        | Sestao S. C.                      | 3-1 | 2-3    |
| F. C. Barcelona Atlético   | 2-3        | C. Getafe Deportivo               | 2-1 | 0-2    |
| C. D. Villena              | 4-4 (pen.) | Xerez C. D.                       | 2-1 | 2-3    |
| Vinaroz C. F.              | 2-5        | C. D. Sabadell C. F.              | 1-1 | 1-4    |
| C. D. Olímpico             | 5-6        | C. Atlético Osasuna               | 5-2 | 0-4    |
| C. D. Santurce             | 1-6        | C. D. Carabanchel                 | 1-1 | 0-5    |
| C. D. Basconia             | 2-1        | Ag. D. Ceuta                      | 2-0 | 0-1    |
| Villarreal C. F.           | 4-2        | C. D. Eldense                     | 2-1 | 2-1    |
| Racing C. Portuense        | 0-4        | R. C. Recreativo de Huelva        | 0-0 | 0-4    |
| C. P. Cacereño             | 3-5        | U. P. Langreo                     | 2-0 | 1-5    |
| C. D. Orense               | 2-1        | Onteniente C. F.                  | 1-0 | 1-1    |
| R. B. Linense              | 5-3        | Melilla C. F.                     | 5-1 | 0-2    |
| Baracaldo C. F.            | 3-2        | C. D. Logroñés                    | 2-1 | 1-1    |
| A. D. Torrejón de Ardoz    | 0-2        | C. D. Guecho                      | 0-1 | 0-1    |
| R. C. D. Coruña            | 2-3        | C. D. Gijón                       | 1-0 | 1-3    |
| S. D. Ibiza                | 2-1        | C. D. Atlético Baleares           | 0-0 | 2-1    |
| C. D. Lugo                 | 1-5        | R. C. Celta de Vigo               | 1-1 | 0-4    |
| C. D. Ensidesa             | (pen.) 2-2 | Levante U. D.                     | 1-0 | 1-2    |
| Palencia C. F.             | 1-4        | Talavera C. F.                    | 1-2 | 0-2    |
| C. Imperio de Ceuta S. D.  | 2-10       | C. F. Calvo Sotelo de Puertollano | 0-4 | 2-6    |
| C. D. Lagun Onak           | 1-4        | C. D. Tenerife                    | 1-0 | 0-4    |
| S. D. Melilla              | (pen.) 3-3 | Córdoba C. F.                     | 0-0 | 3-3    |
| Jerez Industrial C. F.     | 0-1        | Algeciras C. F.                   | 0-0 | 0-1    |
| C. D. Alfaro               | 0-1        | C. D. San Andrés                  | 0-0 | 0-1    |
| C. D. Manresa              | 2-3        | Pontevedra C. F.                  | 2-0 | 0-3    |
| Orihuela Deportiva C. F.   | 0-2        | R. S. Gimnástica de Torrelavega   | 0-1 | 0-1    |
| S. D. Eibar                | 1-4        | C. Atlético Marbella              | 0-1 | 1-3    |

### Partidos
| Ida; 12 de octubre de 1975 | Albacete Balompié | 3:1 | C. D. Pegaso |  |  |

| Vuelta; 16 de noviembre de 1975 | C. D. Pegaso | 2:0 (t. s.)(6-5 p.)(Global 3:3) | Albacete Balompié |  |  |

| Ida; 12 de octubre de 1975 | Club Siero | 1:0 | C. D. Málaga |  |  |

| Vuelta; 16 de noviembre de 1975 | C. D. Málaga | 3:0 (Global 3:1) | Club Siero |  |  |

| Ida; 12 de octubre de 1975 | C. D. Constancia | 1:0 | Real Murcia C. F. |  |  |

| Vuelta; 16 de noviembre de 1975 | Real Murcia C. F. | 3:0 (Global 3:1) | C. D. Constancia |  |  |

| Ida; 12 de octubre de 1975 | Club Lemos | 0:1 | A. D. Rayo Vallecano |  |  |

| Vuelta; 16 de noviembre de 1975 | A. D. Rayo Vallecano | 5:0 (Global 6:0) | Club Lemos |  |  |

| Ida; 12 de octubre de 1975 | Castilla C. F. | 2:2 | A. D. Almería |  |  |

| Vuelta; 16 de noviembre de 1975 | A. D. Almería | 4:2 (Global 6:4) | Castilla C. F. |  |  |

| Ida; 12 de octubre de 1975 | Zamora C. F. | 1:2 | Bilbao Athletic C. |  |  |

| Vuelta; 16 de noviembre de 1975 | Bilbao Athletic C. | 3:0 (Global 5:1) | Zamora C. F. |  |  |

| Ida; 12 de octubre de 1975 | C. D. Mestalla | 2:0 | C. D. Salmantino |  |  |

| Vuelta; 16 de noviembre de 1975 | C. D. Salmantino | 2:1 (Global 2:3) | C. D. Mestalla |  |  |

| Ida; 12 de octubre de 1975 | C. D. San Fernando | 2:1 | Real Jaén C. F. |  |  |

| Vuelta; 16 de noviembre de 1975 | Real Jaén C. F. | 3:0 (Global 4:2) | C. D. San Fernando |  |  |

| Ida; 12 de octubre de 1975 | C. Atlético Madrileño | 5:0 | C. D. Diter Zafra |  |  |

| Vuelta; 16 de noviembre de 1975 | C. D. Diter Zafra | 2:1 (Global 2:6) | C. Atlético Madrileño |  |  |

| Ida; 12 de octubre de 1975 | Real Valladolid Deportivo | 3:0 | Gerona C. F. |  |  |

| Vuelta; 16 de noviembre de 1975 | Gerona C. F. | 1:2 (Global 1:5) | Real Valladolid Deportivo |  |  |

| Ida; 12 de octubre de 1975 | Tarrasa C. F. | 0:0 | C. D. Laredo |  |  |

| Vuelta; 16 de noviembre de 1975 | C. D. Laredo | 1:0 (Global 1:0) | Tarrasa C. F. |  |  |

| Ida; 12 de octubre de 1975 | R. C. D. Mallorca | 1:1 | Cádiz C. F. |  |  |

| Vuelta; 16 de noviembre de 1975 | Cádiz C. F. | 3:0 (Global 4:1) | R. C. D. Mallorca |  |  |

| Ida; 12 de octubre de 1975 | C. D. Tudelano | 3:1 | S. D. C. Michelín |  |  |

| Vuelta; 16 de noviembre de 1975 | S. D. C. Michelín | 2:1 (Global 3:4) | C. D. Tudelano |  |  |

| Ida; 12 de octubre de 1975 | Racing C. de Ferrol | 0:0 | C. D. Colonia Moscardó |  |  |

| Vuelta; 16 de noviembre de 1975 | C. D. Colonia Moscardó | 0:1 (Global 0:1) | Racing C. de Ferrol |  |  |

| Ida; 12 de octubre de 1975 | C. Gimnástico de Tarragona | 3:1 | S. D. Huesca |  |  |

| Vuelta; 16 de noviembre de 1975 | S. D. Huesca | 2:1 (Global 3:4) | C. Gimnástico de Tarragona |  |  |

| Ida; 12 de octubre de 1975 | C. D. Turón | 5:2 | C. D. Masnou |  |  |

| Vuelta; 16 de noviembre de 1975 | C. D. Masnou | 5:1 (Global 7:6) | C. D. Turón |  |  |

| Ida; 12 de octubre de 1975 | Burgos C. F. | 4:2 | Real Unión Club |  |  |

| Vuelta; 15 de noviembre de 1975 | Real Unión Club | 1:1 (Global 3:5) | Burgos C. F. |  |  |

| Ida; 12 de octubre de 1975 | Deportivo Alavés | 3:0 | C. D. Badajoz |  |  |

| Vuelta; 16 de noviembre de 1975 | C. D. Badajoz | 1:1 (Global 1:4) | Deportivo Alavés |  |  |

| Ida; 12 de octubre de 1975 | Cultural D. Leonesa | 2:0 | C. D. Castellón |  |  |

| Vuelta; 16 de noviembre de 1975 | C. D. Castellón | 2:1 (Global 2:3) | Cultural D. Leonesa |  |  |

| Ida; 12 de octubre de 1975 | C. F. Gandía | 1:3 | Linares C. F. |  |  |

| Vuelta; 16 de noviembre de 1975 | Linares C. F. | 1:1 (Global 4:2) | C. F. Gandía |  |  |

| Ida; 12 de octubre de 1975 | C. D. Mirandés | 3:1 | Sestao S. C. |  |  |

| Vuelta; 16 de noviembre de 1975 | Sestao S. C. | 3:2 (Global 4:5) | C. D. Mirandés |  |  |

| Ida; 12 de octubre de 1975 | F. C. Barcelona Atlético | 2:1 | C. Getafe Deportivo |  |  |

| Vuelta; 16 de noviembre de 1975 | C. Getafe Deportivo | 2:0 (Global 3:2) | F. C. Barcelona Atlético |  |  |

| Ida; 12 de octubre de 1975 | C. D. Villena | 2:1 | Xerez C. D. |  |  |

| Vuelta; 16 de noviembre de 1975 | Xerez C. D. | 3:2 (t. s.)(5-3 p.)(Global 4:4) | C. D. Villena |  |  |

| Ida; 12 de octubre de 1975 | Vinaroz C. F. | 1:1 | C. D. Sabadell C. F. |  |  |

| Vuelta; 16 de noviembre de 1975 | C. D. Sabadell C. F. | 4:1 (Global 5:2) | Vinaroz C. F. |  |  |

| Ida; 12 de octubre de 1975 | C. D. Olímpico | 5:2 | C. Atlético Osasuna |  |  |

| Vuelta; 16 de noviembre de 1975 | C. Atlético Osasuna | 4:0 (Global 6:5) | C. D. Olímpico |  |  |

| Ida; 12 de octubre de 1975 | C. D. Santurce | 1:1 | C. D. Carabanchel |  |  |

| Vuelta; 16 de noviembre de 1975 | C. D. Carabanchel | 5:0 (Global 6:1) | C. D. Santurce |  |  |

| Ida; 12 de octubre de 1975 | C. D. Basconia | 2:0 | Ag. D. Ceuta |  |  |

| Vuelta; 16 de noviembre de 1975 | Ag. D. Ceuta | 1:0 (Global 1:2) | C. D. Basconia |  |  |

| Ida; 12 de octubre de 1975 | Villarreal C. F. | 2:1 | C. D. Eldense |  |  |

| Vuelta; 16 de noviembre de 1975 | C. D. Eldense | 1:2 (Global 2:4) | Villarreal C. F. |  |  |

| Ida; 12 de octubre de 1975 | Racing C. Portuense | 0:0 | R. C. Recreativo de Huelva |  |  |

| Vuelta; 16 de noviembre de 1975 | R. C. Recreativo de Huelva | 4:0 (Global 4:0) | Racing C. Portuense |  |  |

| Ida; 12 de octubre de 1975 | C. P. Cacereño | 2:0 | U. P. Langreo |  |  |

| Vuelta; 16 de noviembre de 1975 | U. P. Langreo | 5:1 (Global 5:3) | C. P. Cacereño |  |  |

| Ida; 12 de octubre de 1975 | C. D. Orense | 1:0 | Onteniente C. F. |  |  |

| Vuelta; 16 de noviembre de 1975 | Onteniente C. F. | 1:1 (Global 1:2) | C. D. Orense |  |  |

| Ida; 12 de octubre de 1975 | R. B. Linense | 5:1 | Melilla C. F. |  |  |

| Vuelta; 16 de noviembre de 1975 | Melilla C. F. | 2:0 (Global 3:5) | R. B. Linense |  |  |

| Ida; 12 de octubre de 1975 | Baracaldo C. F. | 2:1 | C. D. Logroñés |  |  |

| Vuelta; 16 de noviembre de 1975 | C. D. Logroñés | 1:1 (Global 2:3) | Baracaldo C. F. |  |  |

| Ida; 12 de octubre de 1975 | A. D. Torrejón de Ardoz | 0:1 | C. D. Guecho |  |  |

| Vuelta; 16 de noviembre de 1975 | C. D. Guecho | 1:0 (Global 2:0) | A. D. Torrejón de Ardoz |  |  |

| Ida; 12 de octubre de 1975 | R. C. D. Coruña | 1:0 | C. D. Gijón |  |  |

| Vuelta; 16 de noviembre de 1975 | C. D. Gijón | 3:1 (Global 3:2) | R. C. D. Coruña |  |  |

| Ida; 12 de octubre de 1975 | S. D. Ibiza | 0:0 | C. D. Atlético Baleares |  |  |

| Vuelta; 16 de noviembre de 1975 | C. D. Atlético Baleares | 1:2 (Global 1:2) | S. D. Ibiza |  |  |

| Ida; 12 de octubre de 1975 | C. D. Lugo | 1:1 | R. C. Celta de Vigo |  |  |

| Vuelta; 16 de noviembre de 1975 | R. C. Celta de Vigo | 4:0 (Global 5:1) | C. D. Lugo |  |  |

| Ida; 12 de octubre de 1975 | C. D. Ensidesa | 1:0 | Levante U. D. |  |  |

| Vuelta; 16 de noviembre de 1975 | Levante U. D. | 2:1 (t. s.)(3-5 p.)(Global 2:2) | C. D. Ensidesa |  |  |

| Ida; 12 de octubre de 1975 | Palencia C. F. | 1:2 | Talavera C. F. |  |  |

| Vuelta; 16 de noviembre de 1975 | Talavera C. F. | 2:0 (Global 4:1) | Palencia C. F. |  |  |

| Ida; 12 de octubre de 1975 | C. Imperio de Ceuta S. D. | 0:4 | C. F. Calvo Sotelo de Puertollano |  |  |

| Vuelta; 16 de noviembre de 1975 | C. F. Calvo Sotelo de Puertollano | 6:2 (Global 10:2) | C. Imperio de Ceuta S. D. |  |  |

| Ida; 12 de octubre de 1975 | C. D. Lagun Onak | 1:0 | C. D. Tenerife |  |  |

| Vuelta; 16 de noviembre de 1975 | C. D. Tenerife | 4:0 (Global 4:1) | C. D. Lagun Onak |  |  |

| Ida; 12 de octubre de 1975 | S. D. Melilla | 0:0 | Córdoba C. F. |  |  |

| Vuelta; 16 de noviembre de 1975 | Córdoba C. F. | 3:3 (t. s.)(3-4 p.)(Global 3:3) | S. D. Melilla |  |  |

| Ida; 12 de octubre de 1975 | Jerez Industrial C. F. | 0:0 | Algeciras C. F. |  |  |

| Vuelta; 16 de noviembre de 1975 | Algeciras C. F. | 1:0 (Global 1:0) | Jerez Industrial C. F. |  |  |

| Ida; 12 de octubre de 1975 | C. D. Alfaro | 0:0 | C. D. San Andrés |  |  |

| Vuelta; 16 de noviembre de 1975 | C. D. San Andrés | 1:0 (Global 1:0) | C. D. Alfaro |  |  |

| Ida; 12 de octubre de 1975 | C. D. Manresa | 2:0 | Pontevedra C. F. |  |  |

| Vuelta; 16 de noviembre de 1975 | Pontevedra C. F. | 3:0 (Global 3:2) | C. D. Manresa |  |  |

| Ida; 12 de octubre de 1975 | Orihuela Deportiva C. F. | 0:1 | R. S. Gimnástica de Torrelavega |  |  |

| Vuelta; 16 de noviembre de 1975 | R. S. Gimnástica de Torrelavega | 1:0 (Global 2:0) | Orihuela Deportiva C. F. |  |  |

| Ida; 12 de octubre de 1975 | S. D. Eibar | 0:1 | C. Atlético Marbella |  |  |

| Vuelta; 16 de noviembre de 1975 | C. Atlético Marbella | 3:1 (Global 4:1) | S. D. Eibar |  |  |

## Segunda ronda

### Cuadro
| Equipo 1                        | Agr.       | Equipo 2                          | Ida | Vuelta |
| ------------------------------- | ---------- | --------------------------------- | --- | ------ |
| R. B. Linense                   | 2-3        | C. Gimnástico de Tarragona        | 1-0 | 1-3    |
| A. D. Rayo Vallecano            | 0-4        | Racing C. de Ferrol               | 0-1 | 0-3    |
| C. D. Carabanchel               | 3-2        | A. D. Almería                     | 3-1 | 0-1    |
| C. D. Basconia                  | 3-5        | C. Atlético Osasuna               | 2-2 | 1-3    |
| C. Atlético Marbella            | 3-4        | C. D. Tudelano                    | 2-1 | 1-3    |
| C. D. Pegaso                    | 5-2        | Bilbao Athletic C.                | 5-1 | 0-1    |
| U. P. Langreo                   | 1-5        | Real Murcia C. F.                 | 1-0 | 0-5    |
| C. D. Masnou                    | 2-6        | S. D. Ibiza                       | 2-3 | 0-3    |
| Baracaldo C. F.                 | 4-2        | C. F. Calvo Sotelo de Puertollano | 2-2 | 2-0    |
| Real Jaén C. F.                 | 0-1        | R. C. Celta de Vigo               | 0-0 | 0-1    |
| C. D. Sabadell C. F.            | 1-2        | Cádiz C. F.                       | 1-0 | 0-2    |
| Xerez C. D.                     | 4-4 (pen.) | C. D. Mestalla                    | 2-1 | 2-3    |
| C. D. Ensidesa                  | 2-2 (pen.) | C. Getafe Deportivo               | 2-1 | 0-1    |
| S. D. Melilla                   | 1-3        | C. D. Málaga                      | 1-1 | 0-2    |
| C. D. Mirandés                  | 5-3        | C. D. Guecho                      | 2-1 | 3-2    |
| R. S. Gimnástica de Torrelavega | (pen.) 0-0 | C. D. Orense                      | 0-0 | 0-0    |
| C. D. Laredo                    | 1-5        | Real Valladolid Deportivo         | 0-0 | 1-5    |
| Villarreal C. F.                | 2-3        | C. Atlético Madrileño             | 1-1 | 1-2    |
| Pontevedra C. F.                | 1-3        | C. D. Gijón                       | 1-3 | 0-0    |
| Algeciras C. F.                 | 0-5        | Burgos C. F.                      | 0-1 | 0-4    |
| Talavera C. F.                  | 4-3        | Cultural D. Leonesa               | 2-2 | 2-1    |
| C. D. San Andrés                | 4-2        | Linares C. F.                     | 3-1 | 1-1    |
| Deportivo Alavés                | 4-6        | C. D. Tenerife                    | 1-0 | 3-6    |

### Partidos
| Ida; 03 de diciembre de 1975 | R. B. Linense | 1:0 | C. Gimnástico de Tarragona |  |  |

| Vuelta; 17 de diciembre de 1975 | C. Gimnástico de Tarragona | 3:1 (Global 3:2) | R. B. Linense |  |  |

| Ida; 03 de diciembre de 1975 | A. D. Rayo Vallecano | 0:1 | Racing C. de Ferrol |  |  |

| Vuelta; 17 de diciembre de 1975 | Racing C. de Ferrol | 3:0 (Global 4:0) | A. D. Rayo Vallecano |  |  |

| Ida; 03 de diciembre de 1975 | C. D. Carabanchel | 3:1 | A. D. Almería |  |  |

| Vuelta; 17 de diciembre de 1975 | A. D. Almería | 1:0 (Global 2:3) | C. D. Carabanchel |  |  |

| Ida; 03 de diciembre de 1975 | C. D. Basconia | 2:2 | C. Atlético Osasuna |  |  |

| Vuelta; 17 de diciembre de 1975 | C. Atlético Osasuna | 3:1 (Global 5:3) | C. D. Basconia |  |  |

| Ida; 03 de diciembre de 1975 | C. Atlético Marbella | 2:1 | C. D. Tudelano |  |  |

| Vuelta; 17 de diciembre de 1975 | C. D. Tudelano | 3:1 (Global 4:3) | C. Atlético Marbella |  |  |

| Ida; 03 de diciembre de 1975 | C. D. Pegaso | 5:1 | Bilbao Athletic C. |  |  |

| Vuelta; 17 de diciembre de 1975 | Bilbao Athletic C. | 1:0 (Global 2:5) | C. D. Pegaso |  |  |

| Ida; 03 de diciembre de 1975 | U. P. Langreo | 1:0 | Real Murcia C. F. |  |  |

| Vuelta; 17 de diciembre de 1975 | Real Murcia C. F. | 5:0 (Global 5:1) | U. P. Langreo |  |  |

| Ida; 03 de diciembre de 1975 | C. D. Masnou | 2:3 | S. D. Ibiza |  |  |

| Vuelta; 17 de diciembre de 1975 | S. D. Ibiza | 3:0 (Global 6:2) | C. D. Masnou |  |  |

| Ida; 03 de diciembre de 1975 | Baracaldo C. F. | 2:2 | C. F. Calvo Sotelo de Puertollano |  |  |

| Vuelta; 17 de diciembre de 1975 | C. F. Calvo Sotelo de Puertollano | 0:2 (Global 2:4) | Baracaldo C. F. |  |  |

| Ida; 03 de diciembre de 1975 | Real Jaén C. F. | 0:0 | R. C. Celta de Vigo |  |  |

| Vuelta; 17 de diciembre de 1975 | R. C. Celta de Vigo | 1:0 (Global 1:0) | Real Jaén C. F. |  |  |

| Ida; 03 de diciembre de 1975 | C. D. Sabadell C. F. | 1:0 | Cádiz C. F. |  |  |

| Vuelta; 17 de diciembre de 1975 | Cádiz C. F. | 2:0 (Global 2:1) | C. D. Sabadell C. F. |  |  |

| Ida; 03 de diciembre de 1975 | Xerez C. D. | 2:1 | C. D. Mestalla |  |  |

| Vuelta; 17 de diciembre de 1975 | C. D. Mestalla | 3:2 (t. s.)(3-2 p.)(Global 4:4) | Xerez C. D. |  |  |

| Ida; 03 de diciembre de 1975 | C. D. Ensidesa | 2:1 | C. Getafe Deportivo |  |  |

| Vuelta; 17 de diciembre de 1975 | C. Getafe Deportivo | 1:0 (t. s.)(5-1 p.)(Global 2:2) | C. D. Ensidesa |  |  |

| Ida; 03 de diciembre de 1975 | S. D. Melilla | 1:1 | C. D. Málaga |  |  |

| Vuelta; 06 de enero de 1976 | C. D. Málaga | 2:0 (Global 3:1) | S. D. Melilla |  |  |

| Ida; 03 de diciembre de 1975 | C. D. Mirandés | 2:1 | C. D. Guecho |  |  |

| Vuelta; 17 de diciembre de 1975 | C. D. Guecho | 2:3 (Global 3:5) | C. D. Mirandés |  |  |

| Ida; 03 de diciembre de 1975 | R. S. Gimnástica de Torrelavega | 0:0 | C. D. Orense |  |  |

| Vuelta; 17 de diciembre de 1975 | C. D. Orense | 0:0 (t. s.)(5-6 p.)(Global 0:0) | R. S. Gimnástica de Torrelavega |  |  |

| Ida; 03 de diciembre de 1975 | C. D. Laredo | 0:0 | Real Valladolid Deportivo |  |  |

| Vuelta; 17 de diciembre de 1975 | Real Valladolid Deportivo | 5:1 (Global 5:1) | C. D. Laredo |  |  |

| Ida; 03 de diciembre de 1975 | Villarreal C. F. | 1:1 | C. Atlético Madrileño |  |  |

| Vuelta; 17 de diciembre de 1975 | C. Atlético Madrileño | 2:1 (Global 3:2) | Villarreal C. F. |  |  |

| Ida; 03 de diciembre de 1975 | Pontevedra C. F. | 1:3 | C. D. Gijón |  |  |

| Vuelta; 17 de diciembre de 1975 | C. D. Gijón | 0:0 (Global 3:1) | Pontevedra C. F. |  |  |

| Ida; 03 de diciembre de 1975 | Algeciras C. F. | 0:1 | Burgos C. F. |  |  |

| Vuelta; 17 de diciembre de 1975 | Burgos C. F. | 4:0 (Global 5:0) | Algeciras C. F. |  |  |

| Ida; 03 de diciembre de 1975 | Talavera C. F. | 2:2 | Cultural D. Leonesa |  |  |

| Vuelta; 17 de diciembre de 1975 | Cultural D. Leonesa | 1:2 (Global 3:4) | Talavera C. F. |  |  |

| Ida; 03 de diciembre de 1975 | C. D. San Andrés | 3:1 | Linares C. F. |  |  |

| Vuelta; 17 de diciembre de 1975 | Linares C. F. | 1:1 (Global 2:4) | C. D. San Andrés |  |  |

| Ida; 03 de diciembre de 1975 | Deportivo Alavés | 1:0 | C. D. Tenerife |  |  |

| Vuelta; 17 de diciembre de 1975 | C. D. Tenerife | 6:3 (Global 6:4) | Deportivo Alavés |  |  |

## Tercera ronda

### Cuadro
| Equipo 1                        | Agr. | Equipo 2                   | Ida | Vuelta |
| ------------------------------- | ---- | -------------------------- | --- | ------ |
| C. D. Tudelano                  | 2-5  | R. C. Celta de Vigo        | 1-1 | 1-4    |
| C. Atlético Madrileño           | 1-2  | Racing C. de Ferrol        | 1-0 | 0-2    |
| C. D. Gijón                     | 0-3  | C. D. Tenerife             | 0-1 | 0-2    |
| Real Valladolid Deportivo       | 2-0  | C. D. Carabanchel          | 1-0 | 1-0    |
| R. S. Gimnástica de Torrelavega | 1-3  | Talavera C. F.             | 1-2 | 0-1    |
| C. Atlético Osasuna             | 4-2  | C. D. Mirandés             | 3-0 | 1-2    |
| C. Gimnástico de Tarragona      | 0-3  | C. D. Pegaso               | 0-2 | 0-1    |
| Baracaldo C. F.                 | 2-4  | C. D. San Andrés           | 2-0 | 0-4    |
| C. D. Mestalla                  | 3-4  | S. D. Ibiza                | 3-1 | 0-3    |
| C. D. Málaga                    | 2-0  | C. Getafe Deportivo        | 1-0 | 1-0    |
| Burgos C. F.                    | 2-4  | Cádiz C. F.                | 2-1 | 0-3    |
| Real Murcia C. F.               | 2-3  | R. C. Recreativo de Huelva | 2-0 | 0-3    |

### Partidos
| Ida; 14 de enero de 1976 | C. D. Tudelano | 1:1 | R. C. Celta de Vigo |  |  |

| Vuelta; 28 de enero de 1976 | R. C. Celta de Vigo | 4:1 (Global 5:2) | C. D. Tudelano |  |  |

| Ida; 14 de enero de 1976 | C. Atlético Madrileño | 1:0 | Racing C. de Ferrol |  |  |

| Vuelta; 28 de enero de 1976 | Racing C. de Ferrol | 2:0 (Global 2:1) | C. Atlético Madrileño |  |  |

| Ida; 14 de enero de 1976 | C. D. Gijón | 0:1 | C. D. Tenerife |  |  |

| Vuelta; 28 de enero de 1976 | C. D. Tenerife | 2:0 (Global 3:0) | C. D. Gijón |  |  |

| Ida; 06 de enero de 1976 | Real Valladolid Deportivo | 1:0 | C. D. Carabanchel |  |  |

| Vuelta; 21 de enero de 1976 | C. D. Carabanchel | 0:1 (Global 0:2) | Real Valladolid Deportivo |  |  |

| Ida; 14 de enero de 1976 | R. S. Gimnástica de Torrelavega | 1:2 | Talavera C. F. |  |  |

| Vuelta; 28 de enero de 1976 | Talavera C. F. | 1:0 (Global 3:1) | R. S. Gimnástica de Torrelavega |  |  |

| Ida; 14 de enero de 1976 | C. Atlético Osasuna | 3:0 | C. D. Mirandés |  |  |

| Vuelta; 28 de enero de 1976 | C. D. Mirandés | 2:1 (Global 2:4) | C. Atlético Osasuna |  |  |

| Ida; 14 de enero de 1976 | C. Gimnástico de Tarragona | 0:2 | C. D. Pegaso |  |  |

| Vuelta; 28 de enero de 1976 | C. D. Pegaso | 1:0 (Global 3:0) | C. Gimnástico de Tarragona |  |  |

| Ida; 14 de enero de 1976 | Baracaldo C. F. | 2:0 | C. D. San Andrés |  |  |

| Vuelta; 28 de enero de 1976 | C. D. San Andrés | 4:0 (Global 4:2) | Baracaldo C. F. |  |  |

| Ida; 14 de enero de 1976 | C. D. Mestalla | 3:1 | S. D. Ibiza |  |  |

| Vuelta; 28 de enero de 1976 | S. D. Ibiza | 3:0 (Global 4:3) | C. D. Mestalla |  |  |

| Ida; 14 de enero de 1976 | C. D. Málaga | 1:0 | C. Getafe Deportivo |  |  |

| Vuelta; 28 de enero de 1976 | C. Getafe Deportivo | 0:1 (Global 0:2) | C. D. Málaga |  |  |

| Ida; 14 de enero de 1976 | Burgos C. F. | 2:1 | Cádiz C. F. |  |  |

| Vuelta; 28 de enero de 1976 | Cádiz C. F. | 3:0 (Global 4:2) | Burgos C. F. |  |  |

| Ida; 14 de enero de 1976 | Real Murcia C. F. | 2:0 | R. C. Recreativo de Huelva |  |  |

| Vuelta; 20 de enero de 1976 | R. C. Recreativo de Huelva | 3:0 (Global 3:2) | Real Murcia C. F. |  |  |

## Cuarta ronda

### Cuadro
| Equipo 1                   | Agr.       | Equipo 2                  | Ida | Vuelta |
| -------------------------- | ---------- | ------------------------- | --- | ------ |
| C. Atlético de Madrid      | 2-1        | R. Racing C. de Santander | 1-0 | 1-1    |
| Cádiz C. F.                | 3-3 (pen.) | R. C. Celta de Vigo       | 1-1 | 2-2    |
| R. C. D. Español           | 2-1        | Elche C. F.               | 1-0 | 1-1    |
| Racing C. de Ferrol        | 2-6        | Real Madrid C. F.         | 1-2 | 1-4    |
| R. Sporting de Gijón       | 5-4        | Athletic Club             | 0-2 | 5-2    |
| R. C. Recreativo de Huelva | 3-4        | U. D. Las Palmas          | 3-1 | 0-3    |
| S. D. Ibiza                | 2-6        | Real Zaragoza C. D.       | 2-1 | 0-5    |
| Hércules C. F.             | 2-0        | C. D. Pegaso              | 0-0 | 2-0    |
| C. Atlético Osasuna        | 1-2        | C. D. Málaga              | 1-1 | 0-1    |
| U. D. Salamanca            | 2-3        | F. C. Barcelona           | 1-0 | 1-3    |
| Sevilla F. C.              | 2-3        | Granada C. F.             | 1-1 | 1-2    |
| Talavera C. F.             | 1-3        | Real Oviedo C. F.         | 0-1 | 1-2    |
| Valencia C. F.             | 3-0        | C. D. San Andrés          | 3-0 | 0-0    |
| Real Valladolid Deportivo  | 2-5        | Real Betis Balompié       | 1-2 | 1-3    |

### Partidos
| Ida; 11 de febrero de 1976 | C. Atlético de Madrid | 1:0 | R. Racing C. de Santander |  |  |

| Vuelta; 25 de febrero de 1976 | R. Racing C. de Santander | 1:1 (Global 1:2) | C. Atlético de Madrid |  |  |

| Ida; 11 de febrero de 1976 | Cádiz C. F. | 1:1 | R. C. Celta de Vigo |  |  |

| Vuelta; 25 de febrero de 1976 | R. C. Celta de Vigo | 2:2 (t. s.)(2-1 p.)(Global 3:3) | Cádiz C. F. |  |  |

| Ida; 11 de febrero de 1976 | R. C. D. Español | 1:0 | Elche C. F. |  |  |

| Vuelta; 25 de febrero de 1976 | Elche C. F. | 1:1 (Global 1:2) | R. C. D. Español |  |  |

| Ida; 11 de febrero de 1976 | Racing C. de Ferrol | 1:2 | Real Madrid C. F. |  |  |

| Vuelta; 26 de febrero de 1976 | Real Madrid C. F. | 4:1 (Global 6:2) | Racing C. de Ferrol |  |  |

| Ida; 11 de febrero de 1976 | R. Sporting de Gijón | 0:2 | Athletic Club |  |  |

| Vuelta; 25 de febrero de 1976 | Athletic Club | 2:5 (Global 4:5) | R. Sporting de Gijón |  |  |

| Ida; 11 de febrero de 1976 | R. C. Recreativo de Huelva | 3:1 | U. D. Las Palmas |  |  |

| Vuelta; 25 de febrero de 1976 | U. D. Las Palmas | 3:0 (Global 4:3) | R. C. Recreativo de Huelva |  |  |

| Ida; 11 de febrero de 1976 | S. D. Ibiza | 2:1 | Real Zaragoza C. D. |  |  |

| Vuelta; 25 de febrero de 1976 | Real Zaragoza C. D. | 5:0 (Global 6:2) | S. D. Ibiza |  |  |

| Ida; 11 de febrero de 1976 | Hércules C. F. | 0:0 | C. D. Pegaso |  |  |

| Vuelta; 25 de febrero de 1976 | C. D. Pegaso | 0:2 (Global 0:2) | Hércules C. F. |  |  |

| Ida; 11 de febrero de 1976 | C. Atlético Osasuna | 1:1 | C. D. Málaga |  |  |

| Vuelta; 25 de febrero de 1976 | C. D. Málaga | 1:0 (Global 2:1) | C. Atlético Osasuna |  |  |

| Ida; 11 de febrero de 1976 | U. D. Salamanca | 1:0 | F. C. Barcelona |  |  |

| Vuelta; 25 de febrero de 1976 | F. C. Barcelona | 3:1 (Global 3:2) | U. D. Salamanca |  |  |

| Ida; 11 de febrero de 1976 | Sevilla F. C. | 1:1 | Granada C. F. |  |  |

| Vuelta; 25 de febrero de 1976 | Granada C. F. | 2:1 (Global 3:2) | Sevilla F. C. |  |  |

| Ida; 11 de febrero de 1976 | Talavera C. F. | 0:1 | Real Oviedo C. F. |  |  |

| Vuelta; 25 de febrero de 1976 | Real Oviedo C. F. | 2:1 (Global 3:1) | Talavera C. F. |  |  |

| Ida; 11 de febrero de 1976 | Valencia C. F. | 3:0 | C. D. San Andrés |  |  |

| Vuelta; 26 de febrero de 1976 | C. D. San Andrés | 0:0 (Global 0:3) | Valencia C. F. |  |  |

| Ida; 11 de febrero de 1976 | Real Valladolid Deportivo | 1:2 | Real Betis Balompié |  |  |

| Vuelta; 25 de febrero de 1976 | Real Betis Balompié | 3:1 (Global 5:2) | Real Valladolid Deportivo |  |  |

## Fase final

### Octavos de final
La ronda de los octavos de final tuvo lugar los días 10 de marzo, los partidos de ida; y 7 de abril de 1976, los de vuelta.
| Local ida              | Resultado global | Local vuelta            | Ida   | Vuelta |
| ---------------------- | ---------------- | ----------------------- | ----- | ------ |
| Real Betis Balompié    | 3 - 2            | Valencia C. F.          | 2 - 0 | 1 - 2  |
| R. C. Celta de Vigo    | 1 - 2            | Real Sociedad de Fútbol | 0 - 0 | 1 - 2  |
| R. C. D. Español       | 7 - 5            | C. D. Málaga            | 3 - 2 | 4 - 3  |
| Real Sporting de Gijón | 2 - 3            | Club Atlético de Madrid | 1 - 2 | 1 - 1  |
| Hércules C. F.         | 3 - 8            | U. D. Las Palmas        | 3 - 1 | 0 - 7  |
| Granada C. F.          | 4 - 6            | Real Zaragoza           | 3 - 3 | 1 - 3  |
| Real Oviedo            | 0 - 4            | F. C. Barcelona         | 0 - 0 | 0 - 4  |
| C. D. Tenerife         | 2 - 1            | Real Madrid C. F.       | 2 - 0 | 0 - 1  |

### Cuartos de final
La ronda de cuartos de final tuvo lugar entre los días 30 de mayo, los partidos de ida; y 5 de junio de 1976, los de vuelta.
| Local ida           | Resultado global    | Local vuelta            | Ida   | Vuelta |
| ------------------- | ------------------- | ----------------------- | ----- | ------ |
| F. C. Barcelona     | 3 - 4               | Club Atlético de Madrid | 2 - 3 | 1 - 1  |
| Real Betis Balompié | 4 - 3               | R. C. D. Español        | 3 - 1 | 1 - 2  |
| U. D. Las Palmas    | 3 - 3 (pen., 2 - 3) | Real Sociedad de Fútbol | 3 - 1 | 0 - 2  |
| C. D. Tenerife      | 1 - 2               | Real Zaragoza           | 1 - 0 | 0 - 2  |

### Semifinales
La ronda de semifinales tuvo lugar entre el 12 de junio, los partidos de ida; y el 19 de junio de 1976, los de vuelta.
| Local ida               | Resultado global | Local vuelta            | Ida   | Vuelta |
| ----------------------- | ---------------- | ----------------------- | ----- | ------ |
| Real Sociedad de Fútbol | 1 - 2            | Club Atlético de Madrid | 0 - 1 | 1 - 1  |
| Real Zaragoza           | 3 - 2            | Real Betis Balompié     | 2 - 1 | 1 - 1  |

### Final
La final de la Copa del Generalísimo 1975-76 tuvo lugar el 26 de junio de 1976 en el estadio Santiago Bernabéu de Madrid.
| Sábado 26 de junio de 1976, 21:00 | Club Atlético de Madrid | 1 - 0 | Real Zaragoza | Estadio Santiago Bernabéu, Madrid                          |                                                            |
|                                   | Gárate 26'              |       |               | Asistencia: 80 000 espectadores Árbitro(s): José Segrelles | Asistencia: 80 000 espectadores Árbitro(s): José Segrelles |

|                            |
| Campeón Atlético de Madrid |
| 5.° título                 |